# Robbie Robertson (personaggio)
Joseph "Robbie" Robertson è un personaggio dei fumetti creato da Stan Lee e John Romita sr., pubblicato dalla Marvel Comics. La sua prima apparizione è in The Amazing Spider-Man (vol. 1) n. 51.
John Romita Sr., si è ispirato ai tratti e al fisico di Sidney Poitier nel disegnarlo.
È l'onesto caporedattore del Daily Bugle e l'unico dipendente che J. Jonah Jameson non maltratta; spesso cerca di calmarlo quando inveisce contro l'Uomo Ragno. Ha molta stima di Peter Parker ed è sempre dalla parte dei giusti. Ha un figlio di nome Randolph.

## Altri media

### Animazione
Robbie è comparso in varie serie animate, tra cui L'Uomo Ragno, Spider-Man - L'Uomo Ragno, The Spectacular Spider-Man, Avengers - I più potenti eroi della Terra e Spider-Man.

### Cinema
Compare nei trilogia cinematografica dell'Uomo Ragno, diretta da Sam Raimi (Spider-Man, Spider-Man 2 e Spider-Man 3), dove è interpretato da Bill Nunn. Compare inoltre nell’episodio pilota della serie tv “The amazing Spider-man” degli anni ‘70